# Управление по оружию массового поражения
Управление по оружию массового поражения (англ. Weapons of Mass Destruction Directorate, WMDD) является подразделением Отделения национальной безопасности (National Security Branch) при Федеральном бюро расследований. Управление рассматривает и исследует возникающие угрозы, с которыми сталкиваются Соединенные Штаты в результате применения оружия массового поражения. Управление объединяет все соответствующие активы ФБР в рамках одной комплексной программы, способной обнаруживать, сдерживать и ликвидировать опасности, связанные с оружием массового поражения. 
Не путать с Центром по борьбе с оружием массового поражения, который был создан как центр Стратегического командования Вооруженных сил США.

## Руководство
Управление возглавляет помощник директора, который подчиняется исполнительному помощнику директора Отделения национальной безопасности ФБР. С 10 мая 2012 года эту должность занимал Джон Перрен (John G. Perren), назначенный тогдашним директором ФБР Робертом Мюллером.
Нынешним помощником директора является Брайан Боэтиг (Brian Boetig), который был назначен директором ФБР Кристофером Рэем 14 августа 2018 года. 

## Организация
Управление состоит из трех отделов:
- Секция разведки и анализа
- Секция контрмер и готовности
- Секция расследований и операций